# Новая Мощаница
Новая Мощаница (укр. Нова Мощаниця) — село в Мизочской поселковой общине Ровненского района Ровненской области Украины.
До 2020 года входило в Здолбуновский район.
Население по переписи 2001 года составляло 850 человек. Почтовый индекс — 35743. Телефонный код — 3652. Код КОАТУУ — 5622684801.